# Fore Play
Fore Play è un film collettivo del 1975 diretto da John G. Avildsen, Bruce Malmuth, Robert McCarty e Ralph Rosenblum.

## Trama
Il presidente dimissionario degli Stati Uniti Frixon riporta in un'intervista i retroscena della sua "caduta", tra funzionari compromessi e ricattati fino a caderne vittima lui stesso, per mano di un laido e potente boss italo americano Don Pasquale - divenuto leader indiscusso del mercato pornografico, pretendendone lo sdoganamento - ricatto che culmina con il sequestro di sua figlia Trixie, per il quale rilascio il capo di stato dovrà inscenare un incontro d'amore con la First Lady in diretta televisiva e in orario di massimo ascolto.
L'uomo riuscirà a ritrovare lo slancio con la donna, la quale stremata e appagata gli spirerà accanto. L'opinione pubblica è in visibilio ma Frixon abbandona la scena politica.

## Edizione italiana
Distribuito nel 1976, in un periodo particolare per la politica italiana per lo Scandalo Lockheed, fu annesso un breve filmato d'animazione satirico di Pino Zac, accompagnato dal brioso Minuetto di Boccherini e citando il politico Ugo La Malfa.

La pellicola subì il pronto sequestro e dissequestro, riscuotendo un discreto successo con la successiva messa in onda televisiva locale.